# Neoperla sarawak
Neoperla sarawak är en bäcksländeart som beskrevs av Peter Zwick 1986. Neoperla sarawak ingår i släktet Neoperla och familjen jättebäcksländor. Inga underarter finns listade i Catalogue of Life.